# Liste der Nummer-eins-Hits in Schweden (2003)
Diese Liste enthält alle Nummer-eins-Hits in Schweden im Jahr 2003. Es gab in diesem Jahr 18 Nummer-eins-Singles und 27 Nummer-eins-Alben.
| Singles | Alben |
| --- | --- |
| - Las Ketchup – The Ketchup Song (Aserejé) - 17 Wochen (12. September 2002 – 8. Januar 2003) - In-Grid – Tu es foutu - 2 Wochen (9. Januar – 22. Januar) - Eminem – Lose Yourself - 8 Wochen (23. Januar – 19. März) - Céline Dion – I Drove All Night - 1 Woche (20. März – 26. März) - Fame – Give Me Your Love - 2 Wochen (27. März – 9. April, insgesamt 3 Wochen) - Alcazar – Not a Sinner Not a Saint - 1 Woche (10. April – 16. April) - Glenmark / Eriksson / Strömstedt – Den andra kvinnan - 1 Woche (17. April – 23. April) - Gareth Gates – Anyone of Us (Stupid Mistake) - 1 Woche (24. April – 30. April) - Fame – Give Me Your Love - 1 Woche (1. Mai – 7. Mai, insgesamt 3 Wochen) - Da Buzz – Alive - 5 Wochen (8. Mai – 11. Juni) - Anders Johansson – Without You - 1 Woche (12. Juni – 18. Juni) - Sertab – Every Way That I Can - 3 Wochen (19. Juni – 10. Juli) - Per Gessle – Här kommer alla känslorna (på en och samma gång) - 8 Wochen (11. Juli – 4. September) - The Black Eyed Peas feat. Justin Timberlake – Where Is the Love? - 1 Woche (5. September – 11. September) - Outlandish – Aïcha - 2 Wochen (12. September – 25. September, insgesamt 5 Wochen) - Broder Daniel – When We Where Winning - 1 Woche (26. September – 2. Oktober) - Outlandish – Aïcha - 3 Wochen (3. Oktober – 23. Oktober, insgesamt 5 Wochen) - Nina & Kim – Om du stannar hos mig - 1 Woche (24. Oktober – 30. Oktober) - Markoolio – Vilse i skogen - 4 Wochen (31. Oktober – 27. November, insgesamt 7 Wochen) - Sara Löfgren – Starkare - 1 Woche (28. November – 4. Dezember, insgesamt 2 Wochen) - Markoolio – Vilse i skogen - 1 Woche (5. Dezember – 11. Dezember, insgesamt 7 Wochen) - Sara Löfgren – Starkare - 1 Woche (12. Dezember – 18. Dezember, insgesamt 2 Wochen) - Markoolio – Vilse i skogen - 2 Wochen (19. Dezember 2003 – 1. Januar 2004, insgesamt 7 Wochen) | - Peter Jöback – Jag kommer hem igen till Jul - 5 Wochen (5. Dezember 2002 – 8. Januar 2003, insgesamt 6 Wochen; → 2002 und 2004) - Melody Club – Music Machine - 1 Woche (9. Januar – 15. Januar) - Robbie Williams – Escapology - 1 Woche (16. Januar – 22. Januar, insgesamt 2 Wochen; → 2002) - Norah Jones – Come Away With Me - 1 Woche (23. Januar – 29. Januar, insgesamt 2 Wochen) - Kent – Wapen & ammunition - 3 Wochen (30. Januar – 19. Februar, insgesamt 7 Wochen) - Aretha Franklin – Respect – The Very Best Of - 1 Woche (20. Februar – 26. Februar) - Emil Sigfridsson – Tillbaka till igår - 1 Woche (27. Februar – 5. März) - Norah Jones – Come Away With Me - 1 Woche (6. März – 12. März, insgesamt 2 Wochen) - Lars Winnerbäck och Hovet – Söndermarken - 1 Woche (13. März – 19. März) - Verschiedene Interpreten – Melodifestivalen 2003 - 2 Wochen (20. März – 2. April) - The Cardigans – Long Gone Before Daylight - 1 Woche (3. April – 9. April, insgesamt 3 Wochen) - Linkin Park – Meteora - 1 Woche (10. April – 16. April) - The Cardigans – Long Gone Before Daylight - 2 Wochen (17. April – 30. April, insgesamt 3 Wochen) - Madonna – American Life - 2 Wochen (1. Mai – 14. Mai) - Robert Wells – Rhapsody In Rock – The Complete Collection - 3 Wochen (15. Mai – 4. Juni) - Carola – Guld Platina & Passion – det Bästa - 1 Woche (5. Juni – 11. Juni, insgesamt 2 Wochen; → 2004) - Metallica – St. Anger - 2 Wochen (12. Juni – 25. Juni) - Per Gessle – Mazarin - 11 Wochen (26. Juni – 11. September, insgesamt 13 Wochen; → 2004) - Iron Maiden – Dance of Death - 3 Wochen (12. September – 2. Oktober) - Bo Kaspers Orkester – Vilka tror vi att vi är - 1 Woche (3. Oktober – 9. Oktober) - Dido – Life for Rent - 1 Woche (10. Oktober – 16. Oktober) - Verschiedene Interpreten – Lilla Melodifestivalen 2003 - 1 Woche (17. Oktober – 23. Oktober) - Broder Daniel – Cruel Town - 1 Woche (24. Oktober – 30. Oktober) - Lisa Miskovsky – Fallingwater - 1 Woche (31. Oktober – 6. November) - R.E.M. – In Time – The Best of R.E.M. 1988–2003 - 2 Wochen (7. November – 20. November) - Peter LeMarc – Det som håller oss vid liv - 2 Wochen (21. November – 4. Dezember) - Ulf Lundell – En eld i kväll - 1 Woche (5. Dezember – 11. Dezember) - The Refreshments – Rock’n’Roll X-Mas - 1 Woche (12. Dezember – 18. Dezember) - Markoolio – I skuggan av mig själv - 2 Wochen (19. Dezember 2003 – 1. Januar 2004) |